# Ballersdorf
Ballersdorf ist eine französische Gemeinde mit 815 Einwohnern (Stand 1. Januar 2022) im Département Haut-Rhin in der Region Grand Est (bis 2015 Elsass). Sie gehört zum Arrondissement Altkirch und ist Mitglied des Gemeindeverbandes Sud Alsace Largue.

## Geografie
Die Sundgau-Gemeinde Ballersdorf liegt an der Straße und der Bahnlinie von Altkirch nach Dannemarie auf halbem Wege zwischen Belfort und Mülhausen im Tal des Roesbachs. Ballersdorf besaß auch einen Bahnhof an der Bahnstrecke Paris–Mulhouse, dieser musste aber mit der Inbetriebnahme der LGV Rhin-Rhône geschlossen werden.

## Geschichte
Ballersdorf wird erstmals im Jahre 823 als Balderisdorff in einer Urkunde erwähnt, deren Echtheit jedoch umstritten ist. Im Jahre 1188 wird dann ein Johannes von Badricort erwähnt und 1215 schließlich ein Jordanus von Baerdstorff.
Bis 1324 gehörte der Ort zur Grafschaft Pfirt und kam dann durch die Heirat der Johanna von Pfirt mit Herzog Albrecht II. von Österreich an Habsburg. Im Westfälischen Frieden 1648 ging der Ort mit dem ganzen elsässischen Besitz der Habsburger an die französische Krone. Von 1871 bis 1918 gehörte der Ort zum deutschen Reichsland Elsaß-Lothringen.
Ballersdorf und das unmittelbar benachbarte Mettersdorf wurden während des Hundertjährigen Krieges mehrmals geplündert und zerstört. 1375 wurden beide Dörfer Opfer eines Großbrandes und zwischen 1441 und 1576 fehlt dann jede Erwähnung des Ortes Mettendorf. In Mettendorf steht heute noch die Kapelle St. Martin aus der ersten Hälfte des 18. Jahrhunderts, die aber zum Teil wesentlich ältere Bausubstanz enthält. Sie ist der letzte Rest des verschwundenen Ortes Mettersdorf in direkter Nachbarschaft von Ballersdorf.
Zwischen 1813 und 1815 hatte Ballersdorf derart unter den Abgaben zur Finanzierung der französischen Armeen zu leiden, dass es sich bei den Nachbarorten verschulden musste. Später hatte die Gemeinde unter den drei Kriegen zwischen Frankreich und Deutschland zu leiden. Als Anfang 1943 mehr als ein Dutzend Männer aus Ballersdorf und Umgebung versuchten, der zwangsweisen Rekrutierung für die deutsche Wehrmacht bzw. der Deportation zur Zwangsarbeit in Deutschland durch die Flucht in die Schweiz zu entgehen, wurden sie an der Grenze aufgegriffen und drei von ihnen direkt erschossen, 13 weitere Männer wurden nach der Verurteilung durch ein Militärgericht in Straßburg am 17. Februar 1943 im Konzentrationslager Natzweiler-Struthof hingerichtet. Am 26. November 1944 wurde der Ort dann befreit.
Ursprünglich eine rein landwirtschaftlich geprägte Gemeinde, verfügt Ballersdorf heute über eine Gaststätte, sowie eine Reihe von Kleinbetrieben (Autowerkstatt, Fernsehreparaturen, Kunsttischlerei u. a.).

### Bevölkerungsentwicklung
| Jahr                       | 1962 | 1968 | 1975 | 1982 | 1990 | 1999 | 2007 | 2020 |
| Einwohner                  | 600  | 602  | 617  | 659  | 642  | 719  | 851  | 812  |
| Quellen: Cassini und INSEE |      |      |      |      |      |      |      |      |

## Sehenswürdigkeiten
- Kirche Saint-Jean l'Évangéliste: neugotischer Bau, errichtet 1878–81 nach Plänen des Schweizer Architekten Wilhelm Joseph Tugginer, im Innern eine Rinckenbach-Orgel von 1886 und Gemälde von Heinrich Kayser; vor der Kirche Gedenkstein für die 1943 Hingerichteten (s. o. unter Geschichte)
- Kapelle St. Martin: aus der schon vor 1576 abgegangenen Siedlung Mettersdorf; Neubau von 1747 mit gotischen Fensterrahmungen des Vorgängerbaues; alte Grabsteine
- Viadukt von Ballersdorf der Bahnlinie Paris-Mülhausen-Basel, historisches Großbauwerk von 1857 mit 34 Bögen von bis zu 18 m Höhe und gekrümmter Streckenführung
- zahlreiche gut erhaltene Fachwerkbauten, darunter mehrere in der altertümlicheren Ständerbauweise, auch sehr alte Häuser um 1550. Zum Beispiel Nr. 2 an der Rue de la Paix (1554, altertümliche Ständerbauweise, mit auf Pfosten gestützter Laube unter dem tief herabgezogenen Dach) und Nr. 6 an der Rue du Ruisseau (ebenfalls in Ständerbauweise mit geschweiften Andreaskreuzen im Giebeldreieck). - In der jüngeren Stockwerkbauweise dagegen, bei der jedes Stockwerk für sich abgezimmert wurde, z. Bsp. Nr. 3 Rue des Vergers  (mit Stichbogenfenstern auf der Giebelseite, Erdgeschoss-Traufseiten nachträglich durch Mauerwerk ersetzt)  und Nr. 12.
- Mairie-École: (Rathaus- und Schulgebäude) mit großzügiger toskanischer Säulenvorhalle

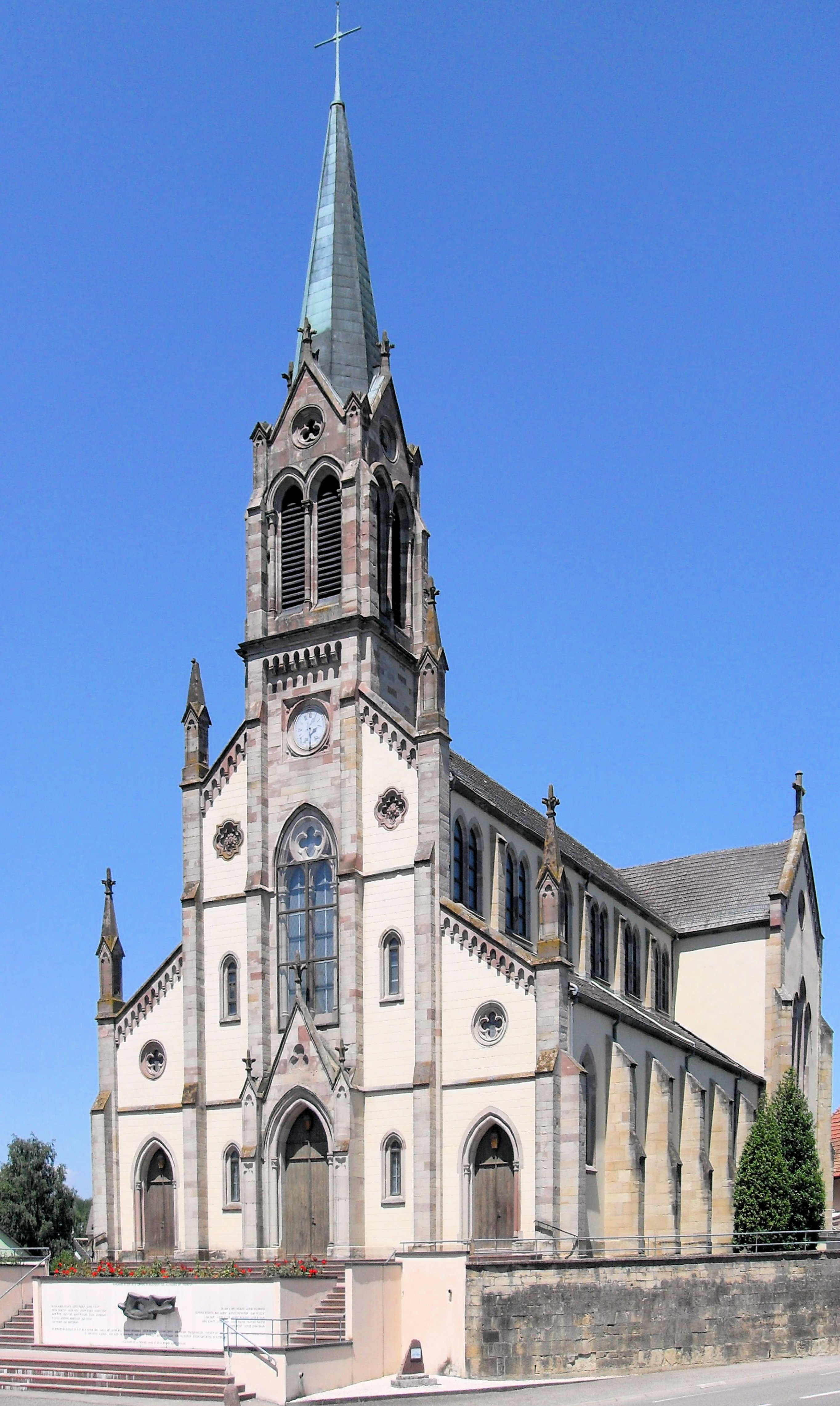
Kirche Saint-Jean-l’Evangéliste
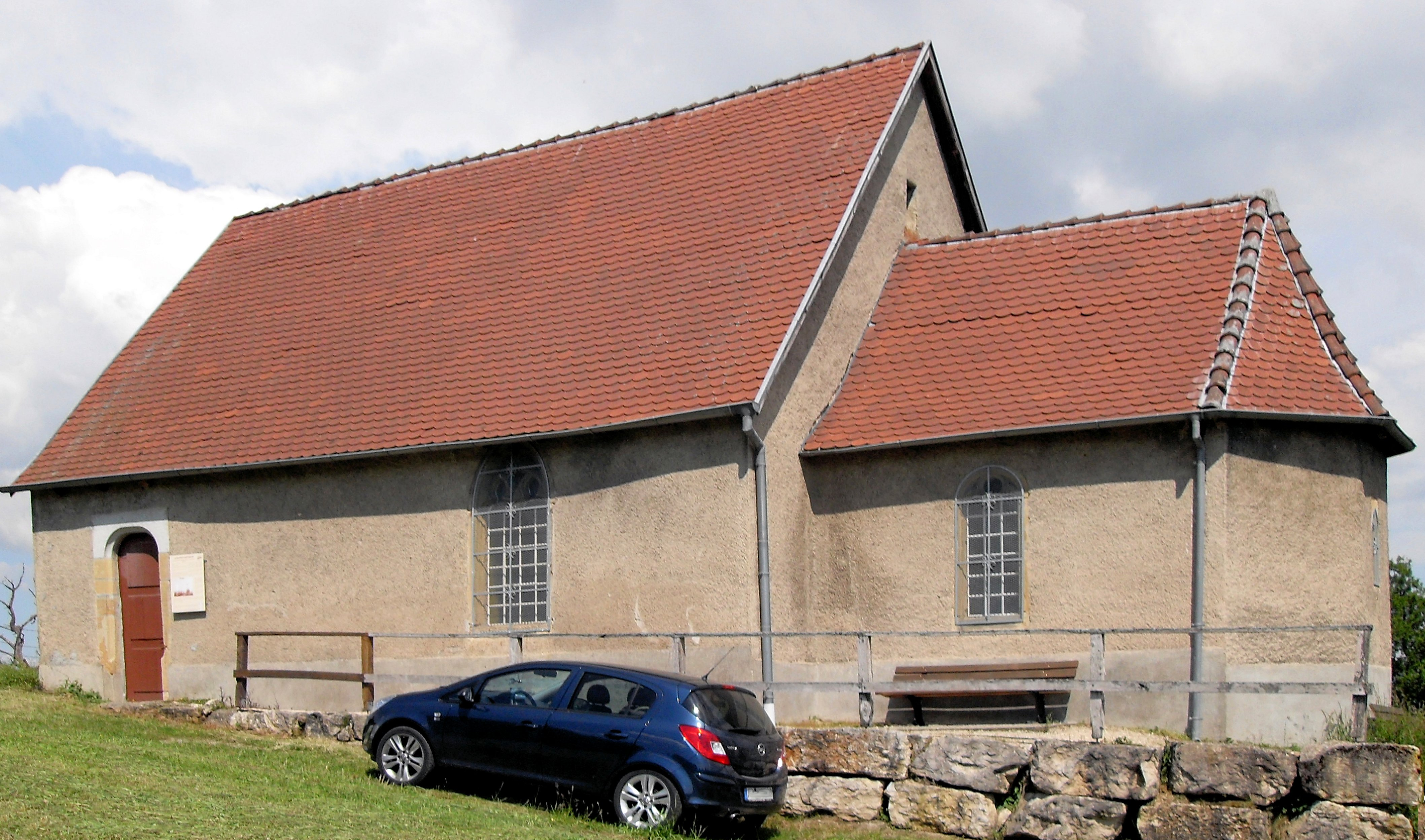
Kapelle St. Martin
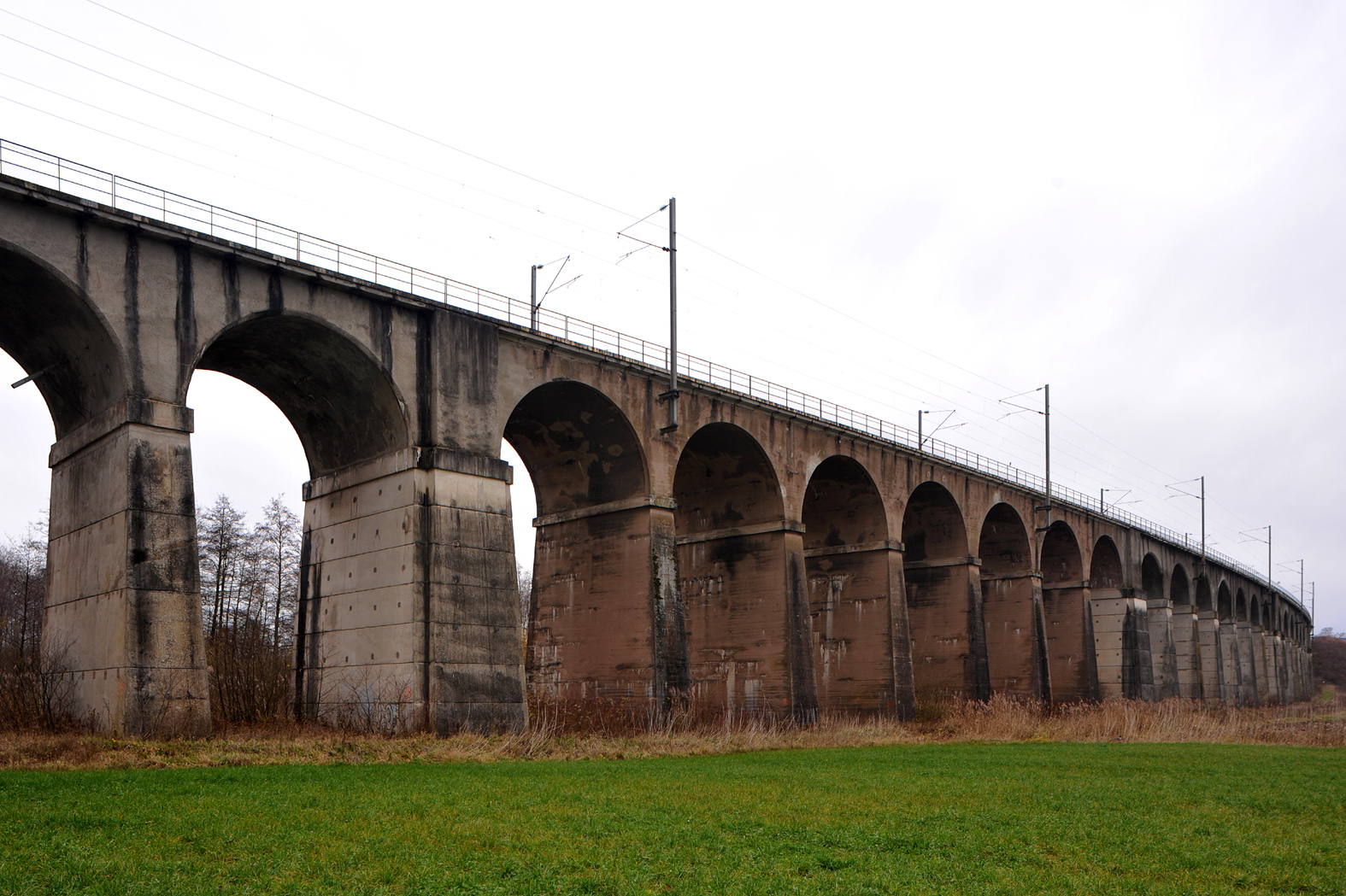
Viadukt

## Wappen
Wappenbeschreibung: „In Gold drei blaue schrägrechte Balken, der obere mit drei silberne Kugeln belegt.“